# 布恰大屠杀
布查大屠殺（羅馬化：Buchanska rizanyna，羅馬化：Reznya v Buche），又称布查惨案、布查種族滅絕（羅馬化：henotsyd u Buchi），是俄羅斯聯邦武裝力量在2022年俄羅斯入侵烏克蘭中的布查戰役期間，在其占领的烏克蘭基輔州布查中犯下的一起大屠殺平民事件，有指控称其为種族滅絕、反人類罪和戰爭罪。证据显示死者為烏克蘭平民而非戰鬥人員。被害者死法幾乎都是先遭繩子反綁與膠帶封口後再被凌虐與行刑式槍殺，最後使用亂葬崗埋葬，有些被害者屍體直接被隨意丟棄，這些被害者的屍體全身都佈滿傷痕與彈孔，甚至有些被害者屍體不全，更有女性被害者屍體是衣衫不整或是有被性侵過的痕跡。卫星图像显示在俄罗斯占领布查期间，街道上出现了大量平民尸体。乌克兰指控俄罗斯犯下戰爭罪，乌克兰总统澤連斯基指這可能是一起有策劃與組織性的種族滅絕式大屠殺事件。
2022年4月7日，聯合國大會召開第十一屆緊急特別會議，以超過三分之二投票支持決議下宣布通過決議，暫停俄羅斯在聯合國人權理事會中的成員資格，隨後俄羅斯主動退出聯合國人權理事會。
截至4月9日，联合国人权事务高级专员办事处已记录了布恰发生的约50起平民被杀事件，其中包括大规模处决。
4月24日，据英国媒体报道，法医已解剖了布恰的数十名死者遗体，确认致命伤均是俄制122mm榴弹炮的预制破片。

## 背景
作為2022年入侵烏克蘭其中的一環，俄羅斯軍隊由白俄羅斯邊境向南推進。其最初的舉措之一是推进到烏克蘭的首都基輔。美國政治評論報紙《政客》指出，俄羅斯曾希望迅速佔領基輔以完成斩首行动，推翻弗拉基米尔·泽连斯基领导的烏克蘭政府，从而扶持親俄傀儡政權。俄羅斯軍隊與一大隊軍車進入了基輔以北的基輔州，車隊綿延64公里。
2022年3月，俄羅斯先頭部隊攻佔布查，這是俄羅斯部隊最初進入的基輔外圍地區之一。其後在基輔以北的俄羅斯軍隊全面撤退，面對烏克蘭軍隊的攻擊，布查的俄羅斯軍隊參與了戰鬥，然後向北撤退。烏克蘭軍隊於4月1日收復該市。

## 报道与证据
4月2日星期六，俄羅斯軍隊離開後留下大量死傷平民的現場直播片段被發佈到社交媒體上。3月底，俄羅斯軍隊從布查撤軍後，有證據表明，俄羅斯軍隊在佔領該地區期間犯下了諸多暴行。據《泰晤士報》和《華盛頓郵報》報導，他們在一個地下室裏發現了18具被謀殺的男人、女人和兒童的殘缺不全屍體。屍體顯示其生前飽受酷刑的證據；耳朵被剪，牙齒則被拔掉。其他被殺平民的屍體棄置路上，據稱其中一些是俄羅斯士兵在撤退前用炸彈誘殺。
大街上到處都是死去的平民，他們顯然一直在過著自己的日常生活。居民和市長證實他們已被俄羅斯軍隊殺害。許多人似乎在進行日常工作，比如捡木材生火、遛狗或提著購物袋。屍體外觀完整，表明他們是被槍殺的，而不是被炸藥炸死的。影片顯示平民死亡時雙手被綁。其他影片顯示，一名男子死在他的自行車旁邊，寵物和其他動物也被槍殺。
烏克蘭聲稱在俄羅斯人離開後發現了一個埋有300人的亂葬崗。布查市長阿納托利·費多魯克也證實，該市至少有280名遇難者必須就地埋葬在亂葬崗中。當地居民不得不將另外57具屍體埋在另一座亂葬崗裏。
布查的倖存平民表示，許多倖存者一直躲在地下室躲避俄羅斯人，不敢出來。他們其中的一些人數週沒有燈火，也沒有電力，只能用蠟燭來燒水和做飯。直到俄羅斯人明確離開後，他們才走出藏身之處，歡迎烏克蘭軍隊的到來。與其他城鎮不同，俄羅斯軍隊佔領期間布查市長繼續留任，沒有被俄羅斯士兵綁架或處決。
證據似乎表明，俄羅斯人挑出烏克蘭平民並有組織地殺害了他們，特別是許多烏克蘭平民的屍體被發現時雙手被反綁在背後。4月2日，一名法新社記者表示，他看到至少20具平民屍體躺在布查的街道上，其中兩具屍體雙手被綁，這意味著其是即決處決。市長費多魯克說，這些人都是後腦勺中槍。此外還發現了裸體女性的屍體，有跡象表明俄羅斯人試圖焚燒屍體未果。3月5日上午7時15分左右，俄羅斯士兵發現兩輛汽車載著兩個試圖逃跑的家庭駛向奇卡洛娃街。俄羅斯軍隊繼續向車隊開火，打死了第二輛車上的一名男子。前車被槍擊中著火，兩名兒童和他們的母親被燒死。
俄羅斯軍隊撤退後，居民與人權觀察的成員交談，其描述了俄羅斯軍隊短暫佔領布查時該城市人民的待遇：俄羅斯士兵挨家挨戶地詢問人們，破壞他們的財產，並搶劫他們的衣服并穿到自己身上。平民在離開家園尋找食物和水時遭到槍擊，儘管當地基礎設施遭到破壞，缺乏水和熱等基本必需品，但佔領的俄羅斯軍隊仍會命令他們返回家園。狙擊手向平民開火。俄羅斯武裝車輛會隨機向該市的建築物開火。俄羅斯軍隊拒絕向受傷的平民提供醫療援助。佔領軍進行了法外處決，平民為當地遇難者挖了一座亂葬崗。
3月4日，俄羅斯軍隊殺死了三名手無寸鐵的烏克蘭平民，他們正為狗隻收容所運送狗糧。據布卡居民說，俄羅斯軍隊佔領該市後，俄羅斯坦克和軍用車輛沿著街道行駛，隨意向房屋窗戶開槍。
《基輔獨立報》發表的一份報導還包括一張照片和訊息，顯示一名男子和兩或三名赤身裸體的婦女屍體蓋在毯子下，俄羅斯士兵試圖在逃跑前在路邊燒掉她們的屍體。
有線電視新聞網、英國廣播公司，和《圖片報》發布了許多平民屍體的影片，這些屍體躺在布查的街道和後院，其中一些人的胳膊或腿被綁著。獨立人權組織人權觀察也記錄了布查的暴行，包括至少一宗即決處決案件。另據德国情报部门表示，他們從乌克兰俄军的无线通话资料中找到了俄軍在布查镇杀害平民的证据。據德國《世界報》記者發自當地的報導，布查鎮居民稱，最初的俄軍大多是年輕士兵，後來被較為年長的軍人取代，殺戮事件隨後發生，他們的裝備更精良，據稱屬於俄羅斯聯邦安全局情報部門，還有居民稱當地有來自車臣的部隊。
根据最新的纽约时报报道显示，在布查，俄罗斯军队将一群妇女和女孩关在一所房子的地下室里达25天，并反复强奸她们。其中9人现在已经怀孕。警察发现一个家庭的五名成员，包括两名妇女和一名儿童，他们的尸体被丢弃和焚烧。

### 卫星图像
4月4日，麦克萨科技向《纽约时报》提供了卫星图像。《纽约时报》将卫星图像与视频证据相比较，分析得出，许多平民是在三个多星期前被杀害的，当时俄罗斯军队正控制着该镇。Yablonska街的图像显示，在3月9日至11日期间，至少有11个“与人体大小相似的黑暗物体”出现。它们的位置与4月1日乌克兰军队收复该市后，一名地方议会成员拍摄到的尸体位置完全吻合。同一街道上的第二段影片显示，三具尸体出现在自行车和废弃汽车附近，根据卫星图像，这些尸体出现在3月20日至21日之间。这一分析反驳了俄罗斯声称杀害平民事件在俄军撤军后发生的说法。英國廣播公司指出，Maxar公司3月19日的卫星图像显示的疑似尸体的物体的位置，与4月1日影片中尸体位置相吻合，这与俄罗斯关于俄罗斯撤离后尸体被“摆放”的说法相悖。

## 事後調查

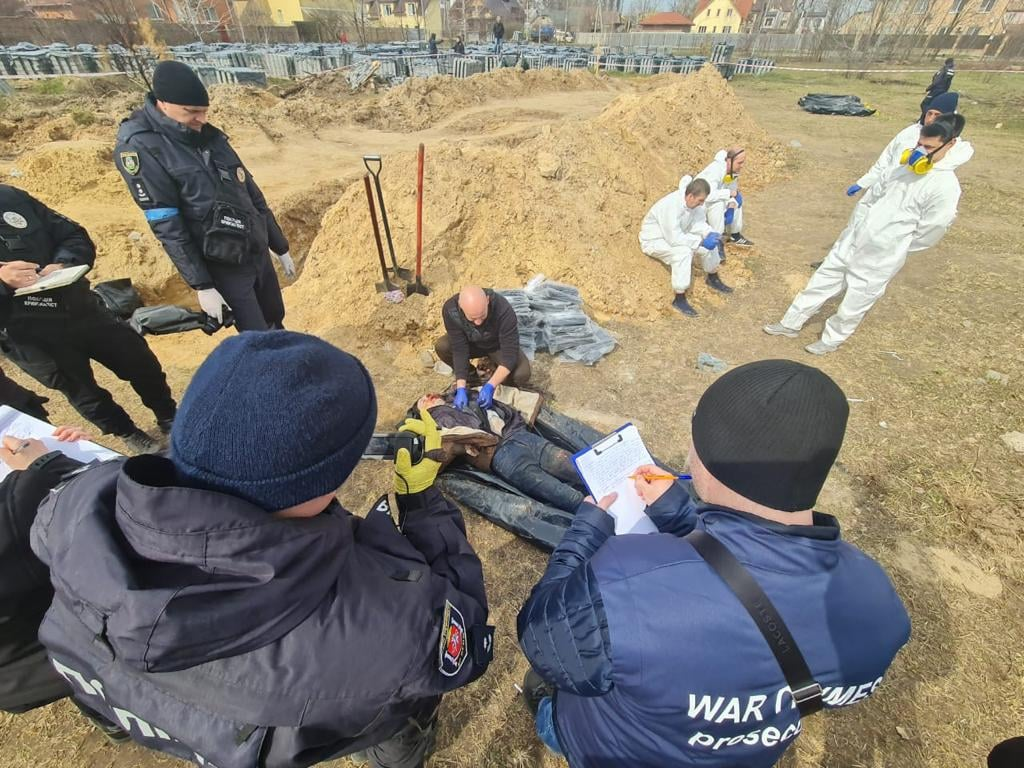
挖掘出的布查受害者万人坑

烏克蘭國家警察對布查事件展開調查，將大片區域視為犯罪現場。雖然烏克蘭官員告訴法新社，聲稱平民是被炮火轟炸殺死的，但其他人則表示發現死者的雙手被綁在背後。布查市長說，平民被俄羅斯軍隊擊中後腦勺。華盛頓特區國防大學教授大衛·德羅切斯（David DesRoches）在接受半島電視台採訪時表示，在這種情況下，蓄意殺害平民被視為戰爭罪。
基輔市長維塔利·克利奇科在接受《圖片報》採訪時表示：「在布查和基輔其他郊區發生的事情只能用種族滅絕來形容。」並指責俄羅斯總統弗拉基米爾·普京犯有戰爭罪。
乌克兰总统弗拉基米尔·泽连斯基在惨案被揭发后，于4月4日访问了布查当地，他表示乌克兰希望世界看看布查发生了什么，坚持乌克兰在找到为此事负责者之前不会停手。他对法新社的记者说道：“当战士每一天夺回被俄罗斯占领的土地的时候，你们会知道发生了什么。”同时乌克兰与欧盟成立了一个联合调查小组，调查此处俄罗斯被指控犯下的战争罪和反人类罪。
義大利媒體Il Riformista報導指經InformNapalm調查，主要由薩哈人組成的俄羅斯陸軍第64獨立步摩旅第51460部隊成員曾在布恰地區發布Twitter相片，因此有可能是肇事者，該旅團的指揮官阿扎特別克·奧穆爾別科夫中校對屠殺事件有重大責任。該部隊駐地位於俄羅斯遠東的哈巴羅夫斯克邊疆區，鄰近俄中與俄朝邊境。
4月4日，烏克蘭國防部情報總局在其網站上發佈了參與布查大屠殺的第64独立摩托化步兵旅軍人的完整名單。與此同時，烏克蘭總統辦公室主任顧問阿列克谢·阿列斯托维奇發佈了俄羅斯聯邦武裝力量在布查、戈斯托梅利、伊尔平等地曾參與屠殺的部隊，它們是：第64独立摩托化步兵旅、第74近卫摩托化步兵旅、第5独立近卫坦克旅、第137近卫空降团、第331近卫空降团、第31近卫空中突击旅、第104近卫空中突击团、第234近卫空中突击团、第14独立近卫特別用途旅、第45獨立近衛特別用途旅、第155独立近卫海军陆战旅、OMON第63特警支隊、第141特种摩托化步兵团（卡德羅夫軍）。
4月5日，联合国安理会就布恰大屠杀举行会议。
在布查大屠杀发生后，聯合國於2022年4月7日召開緊急特別會議針對是否暫停俄羅斯在聯合國人權理事會成員資格進行表決（ES-11/3），結果有93張贊成票、24張反對票、58票棄權。對於任期還剩餘大約一年的俄罗斯代表在投票結束後宣布主動退出人權理事會，批評理事會被部分國家為實現短期目標而壟斷，歷史上同樣因為人道危機而遭投票暫停其人權理事會成員資格的是2011年3月的利比亞。
2022年4月8日，歐盟委員會主席烏蘇拉·馮德萊恩率領歐盟代表團前往基輔訪問澤連斯基和視察了布恰現場，並向澤連斯基承諾加快審核烏克蘭加入歐盟的申請的進度至「數週」內而非「數年」。
2022年4月28日，聯合國秘書長古特雷斯來到布恰大屠殺現場憑弔。
2022年9月23日， 联合国公布了最新的调查进展，称他们已经访问了127名受害者和目击证人，在基辅周边多个地区发现俄军犯下战争罪。 他们观察到俄军在人口密集地区使用炮击和空袭，造成大量平民建筑被毁，其中还包括了许多学校医院， 也造成许多平民伤亡。部分区域存在着无差别攻击，据目击者称，一些平民被俄军拘捕，部分平民在拘捕后消失。随后调查人员在附近发现了一些故意处决的平民， 一些手被反绑。部分俄军还发生了性犯罪， 一些妇女和儿童受到虐待和杀害，最小的受害者为4岁。

## 俄方反駁
俄方不承認烏克蘭及西方國家的大屠殺指控，並聲稱大屠殺為烏克蘭刻意偽造。
俄羅斯國防部Telegram頻道轉貼了一篇報導，否認俄羅斯軍隊在戰鬥中以平民為目標。聲明辯稱，俄羅斯軍方不可能很好地掩蓋一場大屠殺，該市的亂葬崗實際上裝滿了烏克蘭空襲的受害者。該部解析了一段據稱顯示布查平民屍體的影片，並表示拍攝的屍體似乎在移動。英國廣播公司莫斯科分部對這一說法進行了調查，得出結論認為沒有證據表明這段影片內容是演戲出來的。
俄罗斯国防部在3日发表的声明中稱没有任何布查居民遭受暴力，俄罗斯武装力量在3月28号就开始撤出，30号完成撤出，乌克兰发布的所有指控俄军队“犯罪”的照片和影片都是“挑衅”。俄罗斯外交部发言人扎哈罗娃表示，乌方的目的是“破坏和平谈判”。
根据塔斯社报导，4月4日，俄罗斯外交部长谢尔盖·拉夫罗夫表示布查的情况是乌克兰方面意图诋毁俄罗斯政府的「虚假攻击」，並稱西方国家和乌克兰在社交媒体上报导的尸体都是刻意伪造的。
据俄罗斯卫星通讯社4月5日报道，俄罗斯常驻联合国代表瓦西里·涅边贾在纽约联合国总部举行的记者新闻发布会上，展示了表明布恰事件是摆拍的相关证据，包括布恰市市长只字未提“死者”的影片。俄方表示將會在接下来的時間裡向联合国安理会提交进一步的证据。美聯社則指布恰市市長於3月7日接受該報社採訪時已經表示過，布恰被俄軍佔領期間死者被陳屍路邊，因為日夜連綿不絕的砲火而無法收拾遺體。
2022年4月7日，RT電視台引述一位前往基辅周边博罗江卡的西方记者表示並没有发现任何俄軍殺戮证据以及尸體。報導更指当地人告诉西方记者俄罗斯军队還给了他们食物，又表示根據两名乌克兰国家安全局官员的通话显示，乌克兰军方人员抢掠了一個位於布恰西北约60公里处的城镇。
俄羅斯媒體和親俄羅斯的社交媒體帳號都先後歪曲和剪接其他媒體的影片內容，以圖證明烏克蘭當局在布恰佈置假屍體栽贓嫁禍俄羅斯，其中一個獲俄羅斯24報導的影片被證實是出自於聖彼得堡拍攝電影時的製作花絮，另一段顯示烏軍以繩索拖曳屍體的影片則是出自美聯社，其4月2日的報導指烏軍如此收拾遺體是為了防範一些屍體被安置了詭雷。

## 各方反应

### 當事国

#### 烏克蘭
烏克蘭政府譴責這種情況是殺害無辜平民，並指出所有死者都穿著便服，手無寸鐵。烏克蘭政府表示，他們正在收集戰爭罪的證據，並將包括布查大屠殺的證據。泽连斯基4月5日在联合国安理会发表讲话时说，将俄罗斯军队占领布恰与ISIS恐怖分子占领相比，同时表示发生在布恰的大屠杀只是俄罗斯军队41天来在乌克兰土地上所作所为的众多例子之一。泽连斯基还表示，呼吁建立特别法庭调查俄罗斯军队的罪行，并将俄罗斯排除在联合国安理会之外。呼吁下定决心迫使侵略者停止诸如发生在叙利亚、索马里、阿富汗、也门和利比亚的大规模屠杀。

#### 俄羅斯
- 俄羅斯國防部發表聲明，指布查在俄軍佔領期間，沒有一名平民因任何形式的暴力行為死亡。所謂俄軍在布查的犯罪證據，是在俄軍撤離當地後幾日，烏軍及烏克蘭傳媒抵達布查之後才出現；俄方認為這些來自布查的照片及影片，都是烏克蘭政府為西方傳媒製作，是另一次挑釁行為[60]。
- 当地时间4月5日，前俄罗斯总统及前俄罗斯总理，现任俄罗斯联邦安全会议副主席德米特里·梅德韦杰夫称布查事件和马里乌波尔妇产医院事件是乌克兰捏造的假消息[61]。他同时称俄罗斯总统普京已经坚定地确定了将乌克兰去军事化和去纳粹化的目标。这些复杂的任务不是一朝一夕可以完成的，而且这些问题仅仅在战场上是得不到解决的，因为最重要的是改变今天部分乌克兰人残暴和错误的意识。俄罗斯的目标是保障乌克兰人和他们后代的和平，以及最终可能建立一个开放的从里斯本到符拉迪沃斯托克的欧亚大陆。
- 俄罗斯要求联合国安理会举行会议，议题名称为《关于乌克兰在布查制造可恨挑衅》，后聲稱被联合国安理会四月主席国英国否决[62]。英國常駐聯合國代表吳百納解釋並沒有拒絕俄羅斯於4月3日提出舉行會議的要求，但她所提議的兩個舉行會議的排程方案都不獲俄方接納[63]。
- 4月18日，俄罗斯总统普京签署总统令，决定授予參與布查事件的俄罗斯陆军第64独立摩托化步兵旅“近卫”荣誉称号。[64]

### 國際性組織

#### 歐盟
- 布恰事件發生後，歐盟啟動對俄羅斯第五輪制裁，包括禁止进口俄羅斯煤炭、木材、化学品和其他产品、禁止向俄罗斯出口包括高科技产品在内的价值100亿欧元的商品、制止更多的俄罗斯船只和卡车进入欧盟、禁止与俄罗斯外贸银行等四家俄系银行進行交易，並要求逾200名俄外交官在48小时內離境。[65][66][67]
- 歐盟理事會主席查爾斯·米歇爾表示，他對「俄羅斯軍隊在基輔犯下的令人難以忘懷的暴行畫面感到震驚」，並承諾歐盟將協助烏克蘭和人權組織收集證據，供國際法庭使用[68]。
- 歐洲委員會主席烏爾蘇拉·馮德萊恩表示：「對俄羅斯撤出地區時發生難以形容的恐怖事件之報導感到震驚。迫切需要進行獨立調查。戰爭罪行的肇事者將被追究責任。」[69]
- 歐洲議會主席羅伯塔·梅佐拉：「對俄羅斯軍隊在布哈和其他解放區的暴行感到震驚。這是普京戰爭罪行的冷酷現實。世界必須意識到正在發生的事情。必須實施更嚴厲的制裁。必須將肇事者及其指揮官繩之以法。」[70]
- 歐盟外交和安全政策高級代表何塞·博雷利·豐特列斯：「我祝賀烏克蘭解放了基輔州的大部分地區。對俄羅斯軍隊犯下暴行消息感到震驚。歐盟協助烏克蘭記錄戰爭罪行。所有案件都必須由國際法院審理。歐盟將繼續大力支持烏克蘭。荣光归乌克兰！」[71]

#### 北約
北約秘書長延斯·斯托爾滕貝格表示，俄羅斯軍隊在布查殺害平民是「可怕的」。斯托爾滕貝格告訴美國有線電視新聞網：「這是我們幾十年來在歐洲從未見過的針對平民的暴行，這是可怕的，絕對不能接受。」

#### 聯合國
聯合國秘書長安東尼奧·古特雷斯說：「我對在烏克蘭布查遇害的平民的畫面深感震驚。獨立調查及問責是至關重要。」

### 其他国家
法国、捷克、德国、爱沙尼亚、拉脱维亚、斯洛伐克、瑞典、西班牙等八國對布查事件展開调查程序。
| 國家           | 用詞 | 行動 |
| -------------- | --- | --- |
| 阿尔巴尼亚     | 阿爾巴尼亞外交部長奧爾塔·夏奇卡呼籲對這些罪行進行適當調查，稱「死去的平民在解放的烏克蘭城市被棄屍街道上的圖像、記錄在案的強姦事件以及整個城鎮令人震驚的破壞是最清楚不過的，而且表明俄羅斯政權的真正犯罪性質」。她進一步補充說「世界必須採取行動。……阿爾巴尼亞將與盟友和夥伴合作，以便對這些罪行進行適當的證明和調查。」。 | |
| 阿根廷         | 阿根廷總統阿爾韋托·費爾南德斯在得知布查大屠殺後，將追隨美國，在聯合國人權理事會投下贊成中止俄羅斯會員權限。 | |
|                | 澳大利亞外交部長馬里斯·佩恩在Twitter上表示了她對事件感到震驚，並呼籲俄羅斯承擔責任。 | |
| 加拿大         | 加拿大總理賈斯汀·杜魯多表示：「我們強烈譴責在烏克蘭謀殺平民的行為，繼續致力追究俄羅斯政權的責任，並將繼續盡我們所能支持烏克蘭人民。」賈斯汀·特魯多4月3日發佈Twitter表示：「那些應負責這些令人震驚和駭人聽聞之襲擊的人將被繩之於法。」外交部長趙美蘭稱俄羅斯的行為「令人震驚」和「對無辜平民的毫無意義的謀殺」，稱「加拿大將不遺餘力，包括調查戰爭罪行，以確保追究責任人的責任」。                                                                                                   | |
| 智利           | 智利外交部譴責大屠殺，並表示「關注殘酷圖象中被謀殺的烏克蘭布查市平民」，呼籲「對這些事件進行獨立和公正的調查，以確定責任，並根據國際標準對責任者進行制裁」。 | |
| 哥伦比亚       | 哥倫比亞總統伊萬·杜克譴責大屠殺，更表明情況「慘不忍睹」及形容事件為「種族滅絕」，同時呼籲國際社會加強對俄羅斯的制裁，並承諾會協助西方國家局部或全面禁止來自俄羅斯的石油、煤炭及天然氣的進口。 | |
| 捷克           | 捷克总理彼得·菲亚拉在推特上写道，被乌克兰军队解放的地方被谋杀的平民的镜头令人恐惧。他还表示，俄罗斯军队在乌克兰犯下了战争罪行。 | |
| 丹麦           | 丹麥首相梅特·弗雷德里克森在Facebook上寫道，她「為烏克蘭哭泣」，並補充說「普京的罪行令人心碎、殘暴，絕不能忘記」。 | 4月4日至4月5日丹麥驅逐15名俄羅斯情報人員。 |
| 爱沙尼亚       | 愛沙尼亞總理卡婭·卡拉斯說，來自布查的圖像讓人想起蘇聯和納粹德國所實施的大規模殺戮，並呼籲收集細節並將肇事者繩之以法。 | 2022年4月5日，爱沙尼亚政府关闭了俄罗斯驻纳尔瓦、塔尔图的领事馆。 |
| 芬兰           | 芬蘭總統紹利·尼尼斯托和總理桑娜·馬林表示，必須調查烏克蘭的戰爭罪行，尤其是布查的暴行。 | |
| 法國           | 法國總統伊曼努爾·馬克龍表示，布查的圖像「令人無法忍受」，他對受害者表示同情，並聲援烏克蘭人。他還說，「俄羅斯當局必須為這些罪行負責」。 | 4月4日法國驅逐了35名駐法俄羅斯外交官。 |
|                | 格魯吉亞總統薩洛梅·祖拉比什維利在Twitter上表示，布查代表了「永遠不會被遺忘」的「反人類罪」。 | |
| 德国           | 德國副總理羅伯特·哈貝克將布查事件描述為「可怕的戰爭罪行」。 | 4月4日德國驅逐了40名駐德俄羅斯外交官。 |
| 印度           | 印度外交部自2月24日俄罗斯开始入侵乌克兰以来，于4月5日发表至今最强烈的声明。印度常驻联合国代表T S Tirumurti谴责有关布恰平民的杀戮事件令人深感不安，并支持对乌克兰小镇发生的事件进行「独立调查」的呼吁。 | |
| 愛爾蘭         | 愛爾蘭外交部長西蒙·科文尼表示，「俄羅斯軍隊令人震驚的暴行（……）必須由國際法院充分記錄和追究」，並且此類戰爭罪行「不能有罪不罰」。 | |
| 以色列         | 以色列駐烏克蘭大使稱其為戰爭罪。以色列外交部長亞伊爾·拉皮德強烈譴責屠殺事件，並在烏克蘭戰爭背景下首次使用了「戰爭罪」一詞。 | |
| 義大利         | 意大利總理馬里奧·德拉吉表示，來自布查的圖像「令人震驚」，「俄羅斯當局必須對所發生的事情負責」。他還表達了意大利對烏克蘭及其公民的全力聲援。 | 4月5日意大利驅逐30名俄羅斯外交官。 |
| 日本           | 日本首相岸田文雄表示日本对基辅郊区发生的针对平民的可怕暴行深感震惊。杀害无辜平民的行为违反了国际人道主义法。这绝对是不可容忍的。俄罗斯应受到强烈谴责且必须对其所作所为承担应有的责任。日本内阁官房长官松野博一于4月4日的新闻发布会上回应了这一观点，呼吁俄罗斯应对这些暴行负责，并称其已犯下「战争罪」，同时宣布日本政府已将乌克兰局势提交国际刑事法院。 | 4月8日，日本驅逐8名俄羅斯外交人員，但不包括俄羅斯駐日大使。 |
|                | 哈薩克斯坦參議院主席瑪吾林·阿什姆巴耶夫稱布查的大屠殺是「一場需要國際調查的悲劇」。 | |
| 科索沃         | 科索沃總統韋約莎·奧斯曼尼嚴厲譴責俄罗斯的戰爭罪行，並將布查大屠殺與塞爾維亞在科索沃戰爭期間的一系列大屠殺進行比較。總理阿爾賓·庫提則呼籲須為布查伸張正義，並在推特上發文說：「慘烈的亂葬崗、遭殘暴殺害而屍骨不全的罹難者、被燒毀的房屋和變成廢墟的城市，這些熟悉的場景都是進行種族滅絕之政權一貫手法。布查大屠殺的加害者必須被帶上伸張正義的法庭審判，而俄羅斯有責任必須承擔所犯下的罪行。」                                                                                        | |
| 拉脫維亞       | 拉脱维亚宣佈將與俄羅斯的外交關係降級，并关闭驻俄罗斯驻道加瓦皮尔斯、利耶帕亚的领事馆。 | |
| 立陶宛         | 立陶宛總統吉塔納斯·瑙塞達稱此事件為「恐怖的戰爭罪行」，並指俄羅斯當局需為這些罪行負責，同時指出國際社會應成立國際法庭處理這些戰爭罪行。 | 立陶宛外交部同日宣佈將與俄羅斯的外交關係降級，驅逐俄羅斯駐立陶宛大使並召回立陶宛駐俄羅斯大使，關閉俄羅斯駐克萊佩達總領事館，同時宣佈駐烏克蘭大使將返回基輔繼續履行職務。 |
| 盧森堡         | 卢森堡首相格扎维埃·贝泰尔表示，他对大屠杀“感到震惊”，并呼吁对乌克兰境内针对平民的所有暴行进行独立调查，以便“将肇事者绳之以法”。 | |
| 墨西哥         | 墨西哥參議院議長奧爾加·桑切斯·科爾德羅對俄羅斯“襲擊平民”和“殘暴的將受謀殺者棄屍於街上”的行為表示譴責，還表達墨西哥參議院“與烏克蘭人民站在同一陣線”。 | |
| 摩尔多瓦       | 摩爾多瓦總統馬婭·桑杜稱這一事件為「危害人類罪」，並宣布2022年4月4日為全國哀悼日，以紀念在俄烏戰爭中喪生的所有烏克蘭人。 | |
| 荷蘭           | 荷蘭首相馬克·呂特寫道，他對俄羅斯撤退地區發生「可怕罪行」的報導感到「震驚」。他補充說，必須對此事進行「調查」，荷蘭及其合作夥伴在「戰爭罪罪犯」被追究責任之前「不會善罷甘休」。 | |
| 新西兰         | 新西兰总理傑辛達·阿德恩称布恰的报告“应受谴责”，“俄罗斯必须为他们的所作所为向世界负责”。 | |
| 中华人民共和国 | 中国常驻联合国代表张军表示有关布查镇平民死亡的报道和画面「令人十分不安」，要求查清事件细节，但强调「任何指控都应基于事实」。 在中華人民共和国外交部当地时间4月6日例行记者会上，路透社记者询问中方是否相信俄方提出之「西方捏造俄军杀害平民证据」一说。外交部发言人赵立坚重申事件相关报道及画面「令人不安」，委婉表示「真相及原委必须查清」、「任何指控都应基于事实」，未有直接回应，而是強調中方「支持一切有利緩解烏克蘭人道危機的倡議和舉措」，此外又呼吁未有结论之际各方保持克制。 | |
| 波蘭           | 波蘭外交部長兼歐洲安全與合作組織輪值主席茲比格紐·勞在Twitter上表示「基輔地區的解放揭示了俄羅斯武裝部隊犯下的野蠻暴行」，呼籲國際社會幫助烏克蘭調查俄羅斯軍隊在基輔週邊地區的行動，因為在布查發現屍體引發的眾怒越來越大。 | |
| 葡萄牙         | 葡萄牙總理安東尼奧·科斯塔在其官方twitter帳號上寫道：「我們從布查傳來的殘暴圖像令人震驚。我們強烈譴責這些針對平民的暴行。這是一種不可接受的野蠻行為，必須受到國際司法的嚴厲懲罰」。 | 4月6日葡萄牙將10名駐葡俄羅斯外交官列為不受歡迎人士並要求他們兩週內離境。                                                                                                 |
| 羅馬尼亞       | 羅馬尼亞外交部長博格丹·奧雷斯庫譴責在布查犯下的暴行，稱必須將所有應對這些罪行負責的人繩之以法。 | |
| 中華民國       | 外交部發言人歐江安接受采访表示俄軍残酷屠殺平民，做法「不但違反國際法也不能見容於文明世界」，并予以最严厉谴责，同时支持国际社会尽速调查真相。 外交部長吳釗燮于中華民國外交部官方Twitter帳號發布推文，稱布查大屠殺「震驚世人且完全不可接受」，又呼吁国际社会「将犯下这场反人类罪行的凶手繩之以法」。 中华民国总统蔡英文和副总统赖清德在推特上同声谴责布恰大屠杀。蔡英文表示，針對平民的杀戮必须受到谴责，并應将施暴者绳之以法。                                                       | 4月6日，中華民國经济部在“战略性高科技货品种类、特定战略性高科技货品种类及输出管制地区”中增列“输往俄罗斯高科技货品清单”。                                                 |
| 斯洛伐克       | 斯洛伐克總理愛德華·黑格爾將大屠殺比作「前南斯拉夫的戰爭末日」，稱「俄羅斯士兵的野蠻行徑令人震驚，將受到國際社會的懲罰」。 | |
| 西班牙         | 西班牙首相佩德羅·桑切斯對布查傳出的「可怕影像」表示「恐懼、痛苦和憤怒」，稱其為戰爭罪，並稱肇事者不能逍遙法外。桑切斯重申了他對烏克蘭人民的支持和聲援。 | 西班牙宣布驅逐25名俄羅斯外交官。 |
| 瑞典           | 瑞典首相瑪格達萊娜·安德松在Twitter上發表聲明，表示布查的照片「讓人想起歐洲歷史上最黑暗的場景」，並承諾為國際刑事法院的調查提供財政和工作人員支持。 | 4月5日瑞典驅逐3名從事“非法活動”的俄國官員。 |
| 瑞士           | 瑞士聯邦總統伊尼亞齊奧·卡西斯對布查的照片表示震驚，但仍呼籲保持“冷靜的思緒”，稱“應由法院來認定這些行為是否屬戰爭罪，而不應由政治人物所定論。”然而伊尼亞齊奧·卡西斯的言論只提及“布查的事態發展”，而不是像他國元首般稱其為戰爭罪，這引發了各國人士的批評，其中包括瑞士中間黨黨魁格哈特·普菲斯特和其他主要政治人物。而瑞士聯邦委員會委員兼瑞士聯邦司法警察部長卡琳·凱勒-祖特爾在接受《新蘇黎世報》採訪時表示，“如果『這些指控』得到證實，那麼這些行為便屬於戰爭罪。”                   | |
| 英国           | 英國外交大臣特拉斯表示，她「對布查和烏克蘭其他城鎮的暴行感到震驚」，並指「俄羅斯軍隊針對無辜平民的報導令人憎惡」。她還表示，將追究相關責任人的責任。 | |
| 美国           | 美國國務卿安東尼·布林肯表示，越來越多的證據表明俄羅斯在烏克蘭犯下了戰爭罪，這是「一個致命一擊」，並承諾美國將與其盟友一起記錄暴行，追究肇事者的責任。美国总统乔·拜登呼吁就俄罗斯士兵在布恰犯下的战争罪行对普京进行审判。 | |
| 梵蒂冈         | 梵蒂岡教宗方濟各譴責布恰屠殺，並且親吻了來自布恰的烏克蘭國旗。 | |